# Cliff Williams
Cliff Williams, angleško - avstralski bas kitarist, * 14. december 1949. 
Cliff Williams je najbolje poznan po igranju v avstralski hard rock skupini AC/DC; od junija 1977 (čeprav ga je bežno zamenjal Paul Greg med svetovno turnejo leta 1991). Njegova družina se je preselila v Liverpool ko je bil star devet let. Tako kot njegov prijatelj, pevec Brian Johnson živi na jugo-zahodu Floride.

## AC/DC
Potem ko so AC/DC odpustili prvotnega bas kitarista Mark Evans-a, kmalu po izdaji albuma Let There Be Rock so k sodelovanju povabili Williamsa. Po nastopanju z AC/DC na turneji Let There Be Rock, je Williams prvič nastopil v albumu na njihovem naslednjem albumu Powerage iz leta 1978.

## Oprema
Od albuma Ballbreaker iz leta 1995, Cliff uporablja Music Man StingRay, s strunami D'Addario. Med prvimi leti z AC/DC, je večinoma uporabljal Precision bas kitare, čeprav pa včasih med nastopi v živo uporabljal Fender Jazz Bass. Za album Back In Black  iz leta 1980, so nekateri mnenja, da je uporabljal Gibson Thunderbird. Precision bas je uporabljal za album For Those About to Rock. Za album Flick of the Switch iz leta 1983 je uporabljal Steinberger. Precision bas je uporabljal večinoma čez osemdeseta (z izjemo albuma Fly on the Wall, kjer je uporabljal Gibson SG bas.) Za album The Razor's Edge pa je uporabljal Fender Jazz bass. Uporablja tudi Ampeg bas ojačevalce.